# Alpa

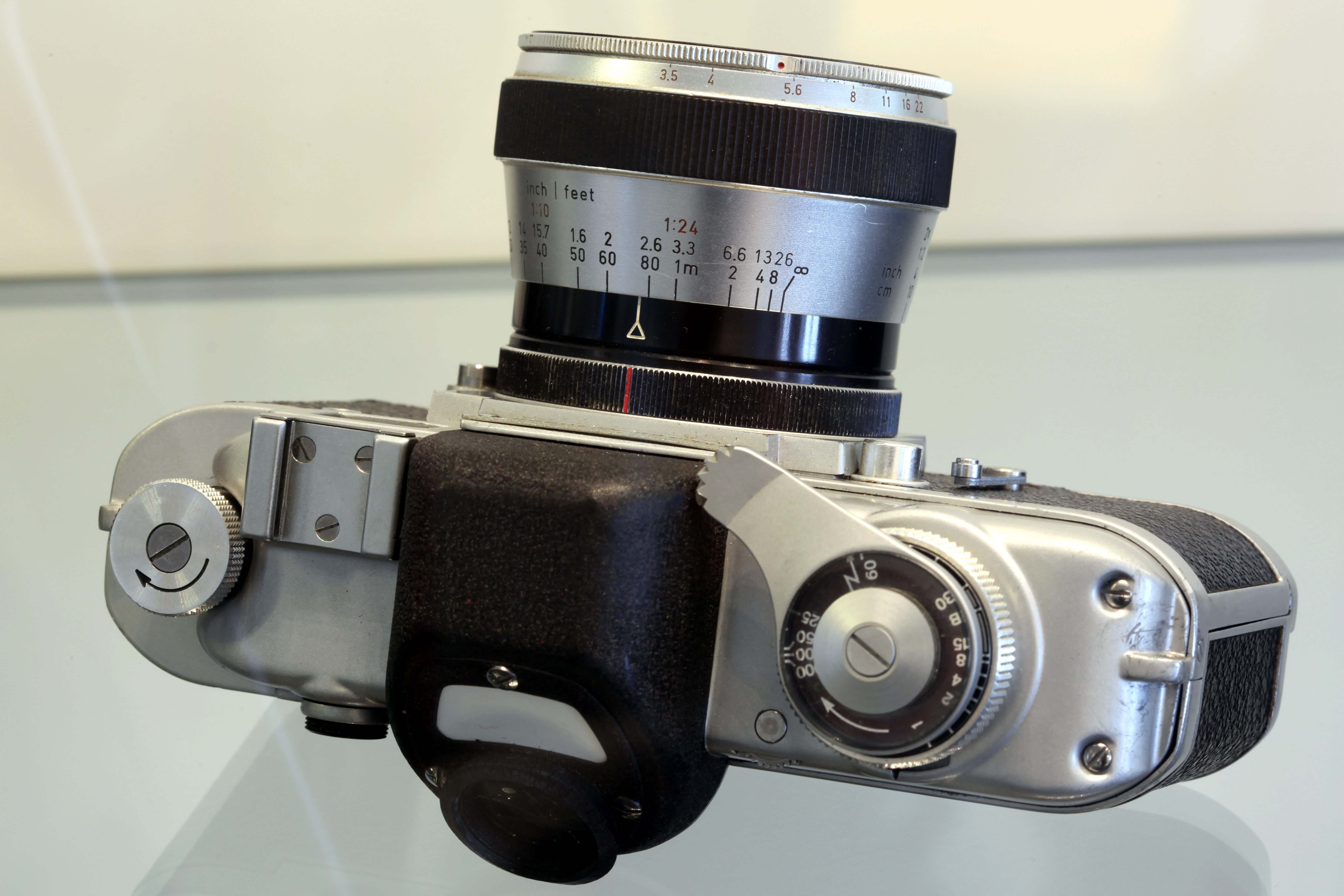
Зеркальный фотоаппарат «Alpa 6», 1952 год. Хорошо виден необычный курок взвода под указательный палец

Alpa — название бренда фотоаппаратов швейцарского производства. В настоящее время под этой маркой выпускаются среднеформатные камеры оригинальной модульной системы, в том числе цифровые. До 1990 года название Alpa носили малоформатные однообъективные зеркальные фотоаппараты ручной сборки, рассчитанные на обеспеченных любителей фотографии.

## Историческая справка
Появление фотоаппаратов Alpa связано с началом сотрудничества компании Pignons S. A., выпускавшей часовые детали, с конструктором Жаком Богопольски (фр. Jacques Bogopolsky), более известным разработанными им кинокамерами Bolex. Конструктор продал фирме права на свою новую разработку — малоформатный зеркальный фотоаппарат Bolca Reflex — который начали выпускать под названием Alpa Reflex в 1942 году. В этой и последующих моделях для крепления сменных объективов использовался оригинальный байонет. При этом собственного оптического производства Alpa не развивала, предпочитая устанавливать на свою аппаратуру объективы других фирм, таких как Schneider Kreuznach, Rodenstock GmbH, Kern и Kinoptik. 

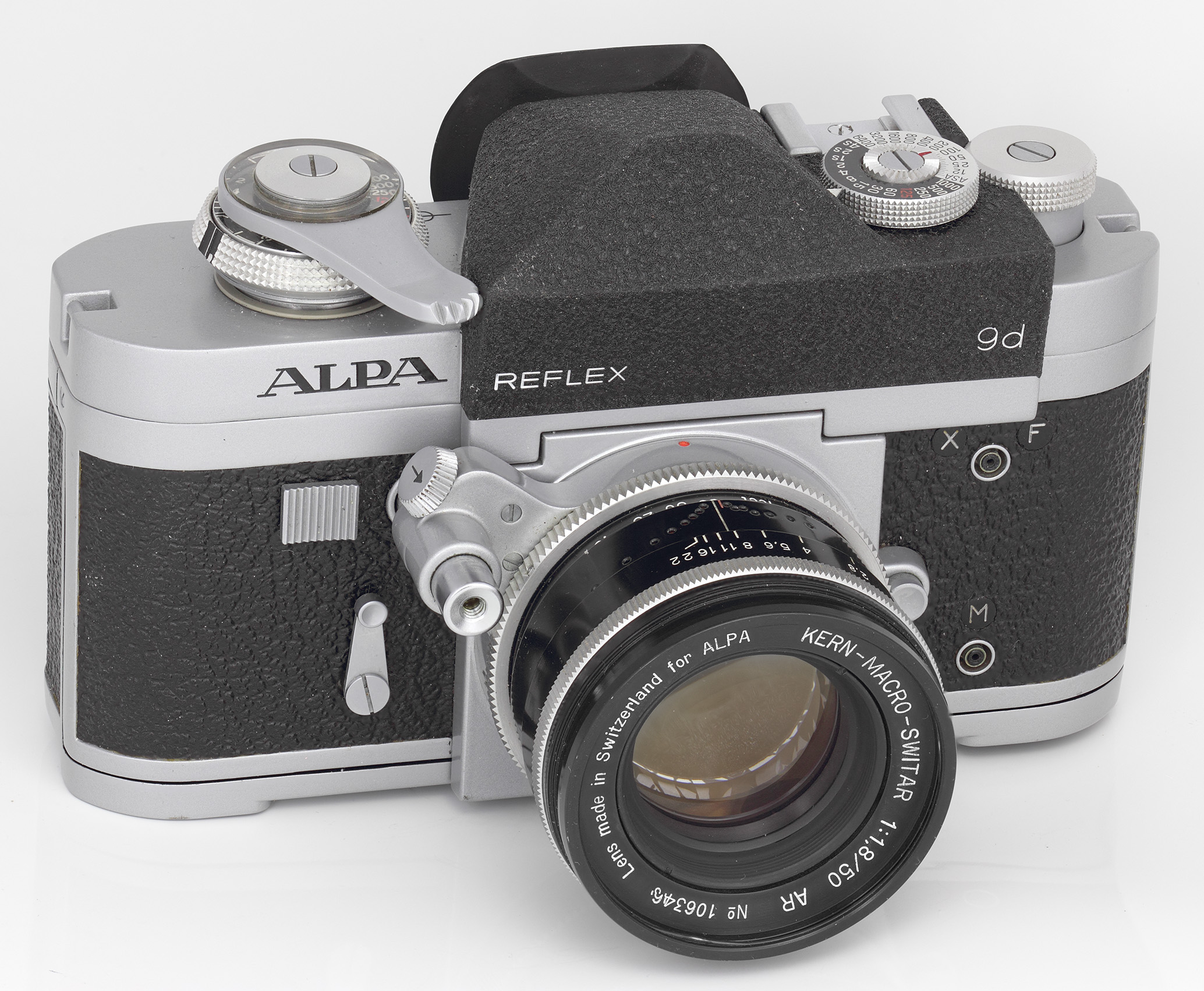
Alpa Reflex 9d с одним из первых TTL-экспонометров

Производство фотоаппаратов Alpa было мелкосерийным: в наиболее удачном 1965 году ежегодный общий выпуск не превышал 1300 штук. Некоторые модели выпускались сериями в несколько десятков экземпляров, благодаря чему получили ярлык «камеры для миллионеров». Фотоаппараты Alpa характерны полностью металлической конструкцией, ручной сборкой и нестандартными техническими решениями, например оригинальным курком, который взводится не большим пальцем «от себя», как у большинства фотоаппаратов, а указательным в обратную сторону.
Фотоаппарат Alpa Prisma Reflex, выпущенный в 1949 году, вместе с итальянским Rectaflex (1948) и немецким Contax-S (1949) вошёл в тройку «зеркалок», впервые в мире позволивших наблюдать в видоискателе прямое изображение с уровня глаз. В отличие от двух других фотоаппаратов, конструкторы Alpa вместо крышеобразной пентапризмы использовали призму Керра, развернувшую окуляр на 45° вверх. В 1964 году начат выпуск Alpa-9d, ставшей второй в мире после Topcon RE-Super камерой с TTL-экспонометром.
Последней моделью ряда стала Alpa 11si, после чего производство было переведено в Японию на заводы Chinon Industries. Здесь на основе фотоаппарата Chinon CE-4 был налажен выпуск камеры Alpa Si-3000, разочаровавшей приверженцев элитной марки. С повсеместным внедрением в фотоаппаратуру микроэлектроники, механические камеры Alpa начали сдавать позиции на рынке, пользуясь спросом у немногочисленных обеспеченных любителей «классики». В 1990 году было объявлено о банкротстве Pignons S. A.

## Современные модели

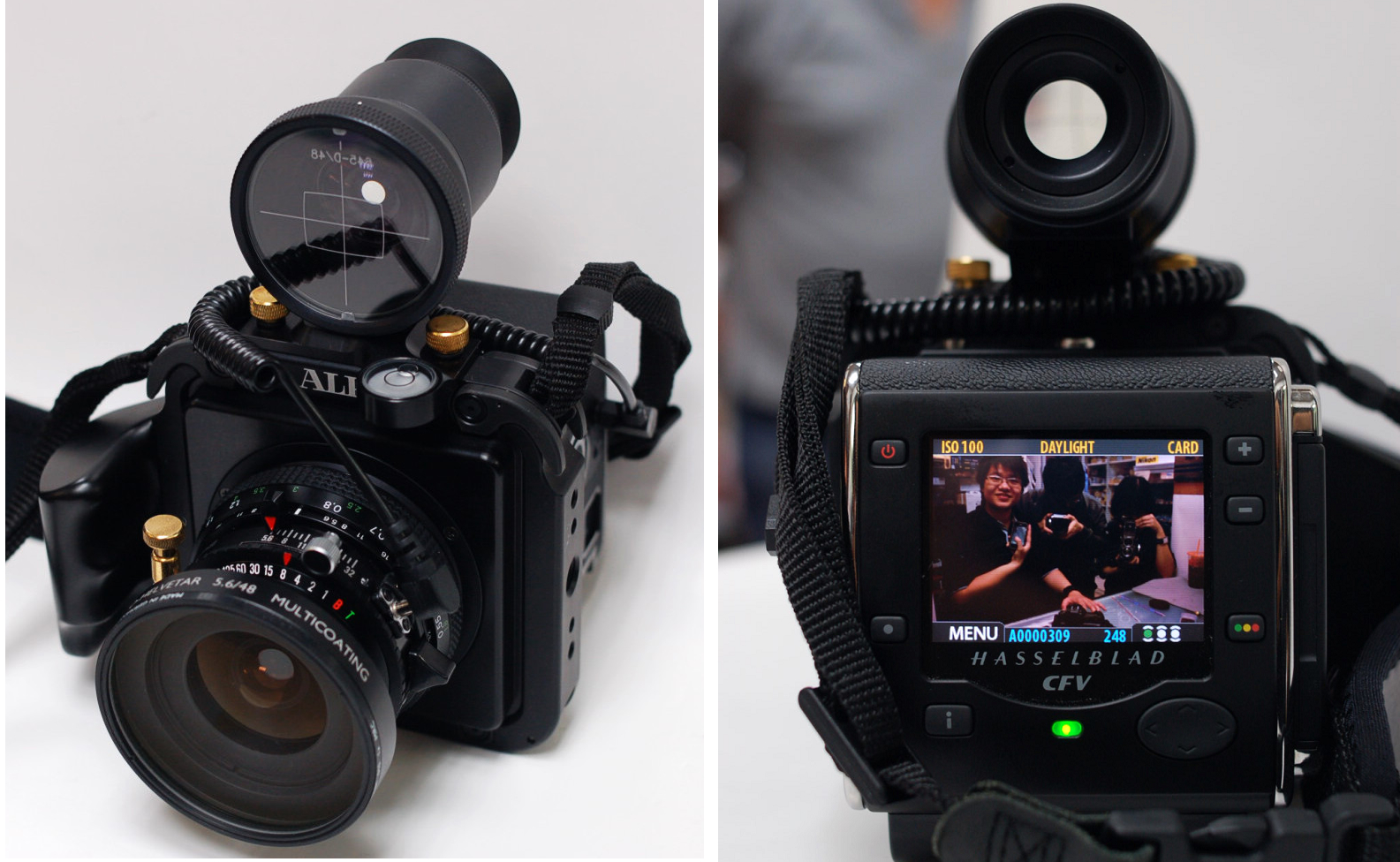
Современный фотоаппарат «Alpa 12» с цифровым задником «Hasselblad»

Начиная с 1996 года название Alpa of Switzerland вновь появилось на рынке уже на фотоаппаратах совершенно другого класса. Права на эту марку получила компания Capaul & Weber в Цюрихе. Новая камера Alpa 12 представляет собой среднеформатный фотоаппарат модульной конструкции, ставший основой для целой линейки. Выпуск первой модели Alpa 12 WA с возможностью подвижек объектива начат в 1998 году. 
Характерной особенностью камер семейства Alpa 12 считается цельнофрезерованный корпус в виде рамки, на который монтируются объективы, задники, рукоятки, видоискатели и прочие модули. В качестве задника могут использоваться плёночные адаптеры самых разных систем: Hasselblad, Mamiya, Horseman или Arca Swiss с размером кадра вплоть до 6×9 см и возможностью поворота для горизонтального или вертикального форматов. Какой-либо встроенный видоискатель отсутствует, для кадрирования используются приставные телескопические визиры с автоматической компенсацией параллакса. Все объективы системы Alpa 12 оснащены центральным затвором Compur или Copal. 
Выбор совместимых цифровых задников также неограничен, но основным поставщиком выступает компания Phase One. В качестве электронного видоискателя могут быть использованы iPhone или iPad, для которых предусмотрено крепление. Один из вариантов Alpa 12 Metric выпускается специально для фотограмметрии, отличаясь повышенной точностью. В 2014 году компания совместно с Phase One начала поставки трёх моделей беззеркальных фотоаппаратов, старшая из которых A280 обладает разрешением в 80 мегапикселей.